# Grzegorz Rytych
Grzegorz Rytych (ur. 28 marca 1947 w Przygłowie, zm. 14 maja 2017 tamże) – polski rolnik i polityk, poseł na Sejm II kadencji.

## Życiorys
Syn Józefa i Aleksandry. Ukończył technikum rolnicze. Zajął się działalnością rolniczą. Został wiceprezesem zarządu wojewódzkiego Polskiego Stronnictwa Ludowego. W 1993 uzyskał mandat posła na Sejm II kadencji. Został wybrany w okręgu piotrkowskim z listy PSL. Zasiadał w Komisji Kultury i Środków Przekazu, Komisji Polityki Przestrzennej, Budowlanej i Mieszkaniowej oraz w Komisji Ustawodawczej. Był także członkiem trzech podkomisji. W 1997 nie uzyskał reelekcji. W 2002 bez powodzenia kandydował na radnego powiatu piotrkowskiego.
W 2000 został odznaczony Krzyżem Kawalerskim Orderu Odrodzenia Polski.